# Cuaespinós alabarrat
El cuaespinós alabarrat (Aphrastura spinicauda) és una espècie d'ocell passeriforme de la família Furnariidae.

## Hàbitat i distribució
Es distribueix a Xile i Argentina, com també a les illes Malvines, illes Geòrgia del Sud i Sandwich del Sud. Els seus hàbitats es troben és boscos temperats, i muntanyes seques.